# Euclid Motor Car Company (Connecticut)
Euclid Motor Car Company war ein US-amerikanischer Hersteller von Automobilen aus Connecticut.

## Unternehmensgeschichte
Das Unternehmen wurde 1914 in West Haven gegründet. Edward A. Scheu, der vorher bei Packard tätig war, leitete es. Ebenfalls beteiligt waren Everett S. Cameron, bekannt von Cameron, und dessen Verkaufsmanager Frank S. Corlew. Sie begannen in einem Teil des Cameron-Werks in West Haven mit der Produktion von Automobilen. Der Markenname lautete Euclid. Im Juli 1914 verließ Cameron das Unternehmen. Im weiteren Jahresverlauf zerstritten sich Scheu und Corlew. Im Dezember 1914 wurde das Unternehmen aufgelöst.
Es gab weder eine Verbindung zur gleichnamigen Euclid Motor Car Company aus Ohio noch zur Berg Automobile Company, die den gleichen Markennamen benutzten.

## Fahrzeuge
Im Angebot stand nur ein Modell. Ursprünglich sollte es Baby Grand genannt werden, was jedoch nach Einspruch von Chevrolet auf Grand Baby geändert wurde. Der Hersteller bezeichnete es als Cycle-Light Car, weil es zwischen den Fahrzeugklassen Cyclecar und Kleinwagen rangierte. Ein selbst hergestellter Vierzylindermotor mit 1600 cm³ Hubraum und 15 PS Leistung trieb die Fahrzeuge an. Ursprünglich war Wasserkühlung vorgesehen, aus Kostengründen wurden die Motoren jedoch luftgekühlt. Der Motor trieb über ein Zweiganggetriebe und eine Kardanwelle die Hinterachse an. Das Fahrgestell hatte 254 cm Radstand und 102 cm Spurweite. Das Leergewicht war mit 352 kg angegeben. Die offene Karosserie bot Platz für zwei Personen. Der Neupreis betrug 445 US-Dollar.